# Bab Zuweila

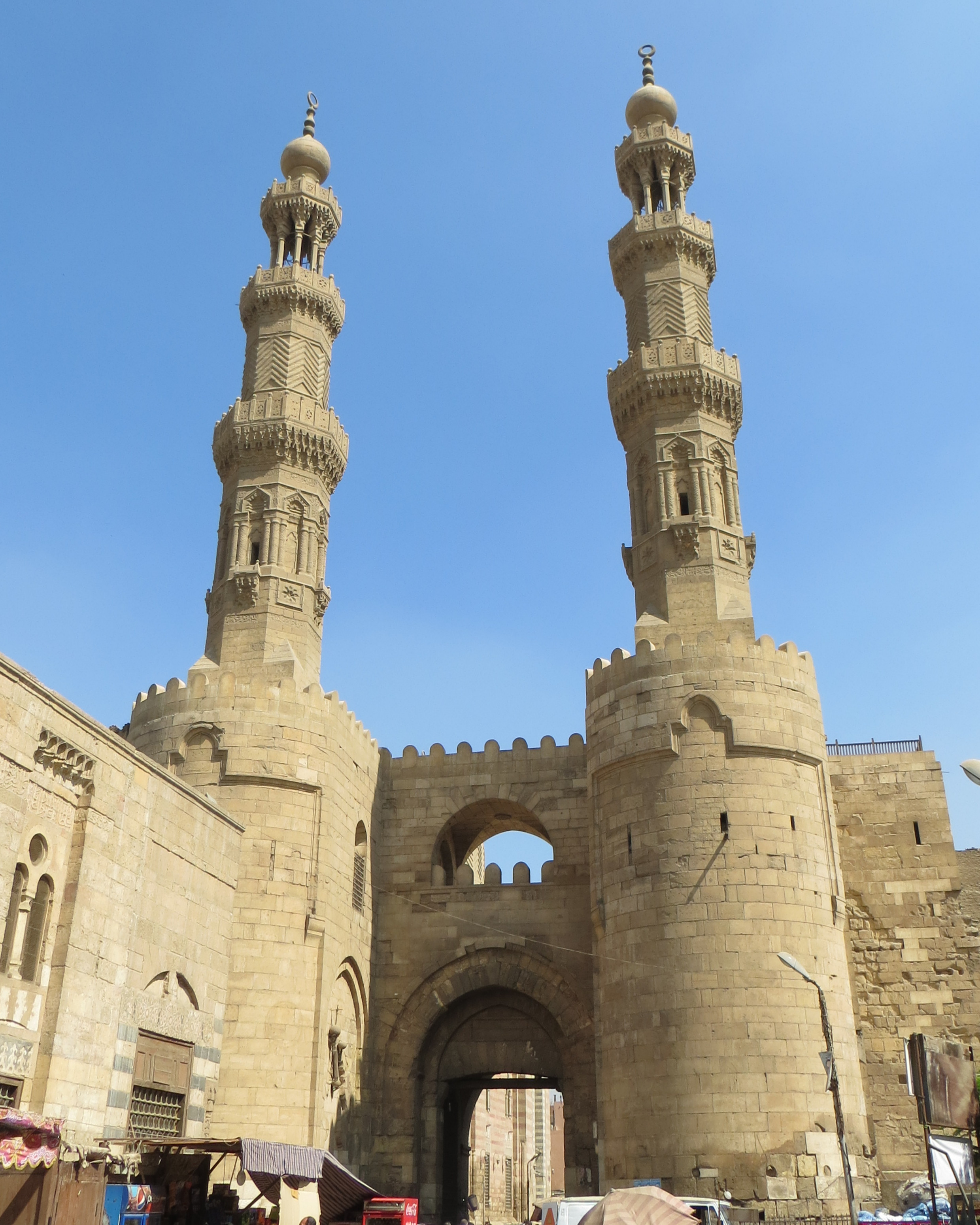
Bab Zuweila

Bab Zuweila ou Bab Zuwayla ( arabe : باب زويلة ) est l'une des trois portes restantes des remparts de la vieille ville du Caire, la capitale de l'Égypte. La porte était également connue sous le nom de Bawabbat al-Mitwali pendant la période ottomane. Elle est considérée comme l'un des monuments importants de la ville et constitue la dernière porte sud des murs du Caire de l'époque fatimide aux XIe et XIIe siècles.
Son nom provient de Bab, qui signifie « porte », et de Zuwayla, car  la porte donnait sur une route commerciale pour les voyageurs partant pour Zuwayla (tribu de berbères guerriers du désert occidental) dans le Fezzan.

## Architecture
La ville du Caire a été fondée en 969 en tant que ville royale de la dynastie fatimide. En 1092, le vizir Badr al-Jamali fit construire une seconde muraille d'enceinte du Caire. Bab Zuweila était la porte sud de ce mur.
Le bâtiment possède des tours jumelles accessibles via une montée particulièrement raide. Autrefois, les tours étaient utilisées pour repérer les troupes ennemies dans la campagne environnante et, à l'époque moderne, elles offrent une vue panoramique sur le vieux Caire.
Les minarets sont un ajout tardif du XVe siècle, lorsque la Mosquée Mu'ayyad, adossée à la porte par le côté ouest de la rue, fut construite par le Sultan Mamelouk Sheikh Mu'ayyad Sayf Ad-Din.
La structure dispose également d'une plateforme. Des exécutions s'y sont déroulées et parfois, les têtes coupées des criminels étaient exposées au sommet des murs. Cela s'est produit notamment en mars 1811, lors du massacre de la Citadelle, lorsque les têtes coupées des Mamelouks ont été montées sur des piques.
C'est également depuis cet te plateforme que le sultan se tenait pour assister au départ du hajj, le pèlerinage annuel à La Mecque.
La porte opposée, du côté nord de la ville, était Bab al-Futuh, qui se dresse toujours du côté nord, près de la rue Muizz.

## Ère mamelouke
Bab Zuweila tient une place majeure dans l'histoire du XIIIe siècle. En 1260, le chef mongol Hulagu tentait d'attaquer l'Égypte, après avoir réussi à faire capituler Damas. Hulagu a envoyé six messagers à Qutuz au Caire, exigeant sa reddition. Le message apporté était le suivant :

« Du roi des rois d’Orient et d’Occident, le Grand Khan. 
À Qutuz le Mamelouk, qui a fui pour échapper à nos épées. 
Vous devriez penser à ce qui est arrivé à d’autres pays et vous soumettre à nous. Vous avez entendu comment nous avons conquis un vaste empire et purifié la terre des désordres qui la souillaient. Nous avons conquis de vastes territoires, massacrant tout le peuple. 
Vous ne pouvez pas échapper à la terreur de nos armées. Où peut-on fuir ? Quelle route emprunterez-vous pour nous échapper ? Nos chevaux sont rapides, nos flèches tranchantes, nos épées comme la foudre, nos cœurs durs comme les montagnes, nos soldats aussi nombreux que le sable. 
Les forteresses ne nous retiendront pas, ni les armes ne nous arrêteront. Vos prières à Dieu ne serviront à rien contre nous. Nous ne sommes pas émus par les larmes ni touchés par les lamentations. Seuls ceux qui implorent notre protection seront en sécurité. 
Hâtez votre réponse avant que le feu de la guerre ne soit allumé. 
Résistez et vous subirez les catastrophes les plus terribles. Nous briserons vos mosquées et révélerons la faiblesse de votre Dieu, puis nous tuerons ensemble vos enfants et vos vieillards. À l’heure actuelle, vous êtes le seul ennemi contre lequel nous devons marcher. »

Qutuz a répondu en tuant les six envoyés, en les « coupant en deux au niveau de la taille » et en montrant leurs têtes sur Bab Zuweila.
Il s'allia ensuite avec un compatriote mamelouk, Baibars, pour défendre l'Islam contre la menace mongole. Leurs forces combinées, comptant peut-être 20 000 hommes, marchèrent vers le nord pour affronter l'armée mongole dirigée par Kitbuqa.
Cet affrontement entre les armées mamelouk et mongole est connu sous le nom de bataille d'Aïn Djalout ; il aboutit à la victoire éclatante des mamelouks. La bataille fut cruciale pour la région, car c'est la première fois que les Mongols, apparemment invincibles, subissaient une telle défaite. Cette bataille fut donc un tournant dans l'expansion de l'empire, et fixa effectivement leur frontière occidentale, tout en confirmant les Mamelouks comme force dominante au Moyen-Orient, et engageant début de la fin de la présence mongole dans la région.

## Mosquée d'al-Muayyad
À l'ouest de Bab Zuwayla se trouvait un donjon dans lequel le Cheikh al-Mahmudi a été emprisonné ; alors qu'il était encore prisonnier, il avait juré que s'il était un jour libéré, il détruirait le donjon et construirait une mosquée à sa place.
Il fut finalement libéré et devint sultan de toute l'Égypte sous le nom royal d'al-Muayyad. Fidèle à sa parole, il rasa l'ancien donjon et construisit une nouvelle mosquée à cet endroit en 1415, la Mosquée du Sultan Al-Muayyad.

## Lire les murs
Bab Zuwaila a survécu de 1092 à nos jours en acceptant les « couches » ajoutées ou  « soustraites » à son entité d'origine. Les couches ajoutées au cours des périodes se distinguent généralement des couches antérieures, tandis que les couches supprimées ont tendance à laisser des traces. « Lire un mur », c'est donc détecter visuellement ces différences.
Des changements brusques dans un mur tels que l'utilisation de nouveaux matériaux, de pierres de différentes tailles ou d'un type  différent de mortier ou encore les différents rendus de surface sont les éléments visuels - parmi tant d'autres - qui constituent le langage des « murs à lire». La zone située entre Bab Zuweila et la mosquée Al-Muayyad présente des couches de construction variées et distinctes.

## Fouilles
Les fouilles entreprises au cours des mesures conservatoires ont enrichi la compréhension de la porte et de ses environs. Les fouilles effectuées sont les suivantes :
- le système de plancher et de rampe d'origine contenant des blocs pharaoniques gravés de cartouches remployés en 1092
- le trottoir de la rue ajouté par Al-Kamil (1218-1238), dont le cheval avait glissé sur la rampe d'origine
- le système original de pivot-sabot-roulement à billes et le seuil en granit des vantaux en bois
- des vestiges de boutiques des deux derniers siècles et un abreuvoir pour animaux datant de 1092 à 1415.

## Légende
L'esprit d'un saint guérisseur résidait (et est toujours) derrière une imposante porte en bois, que les suppliants ont clouée avec des clous et des dents en guise d'offrandes au fil des siècles.

## Galerie

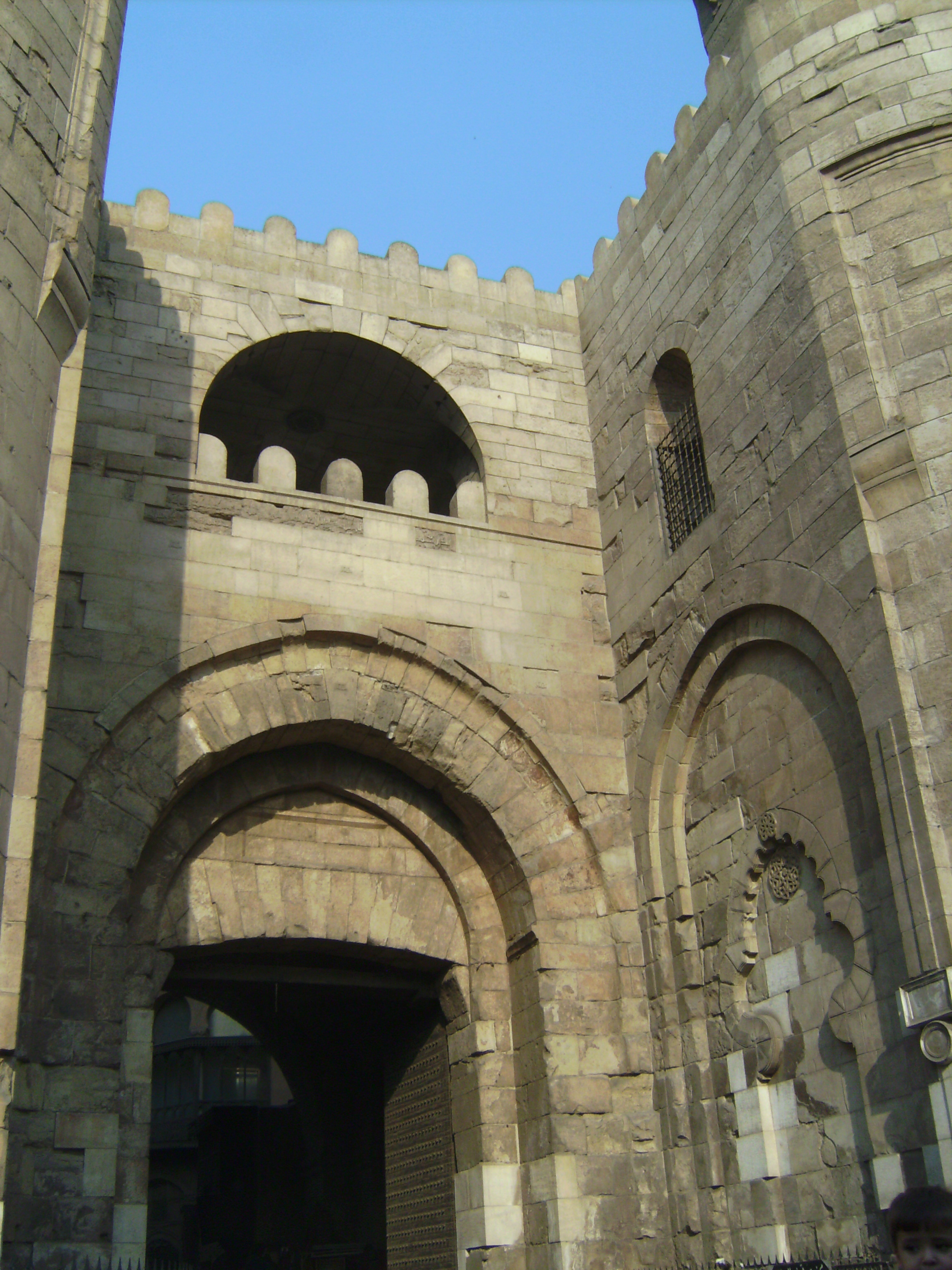
Portail de Bab Zuweila
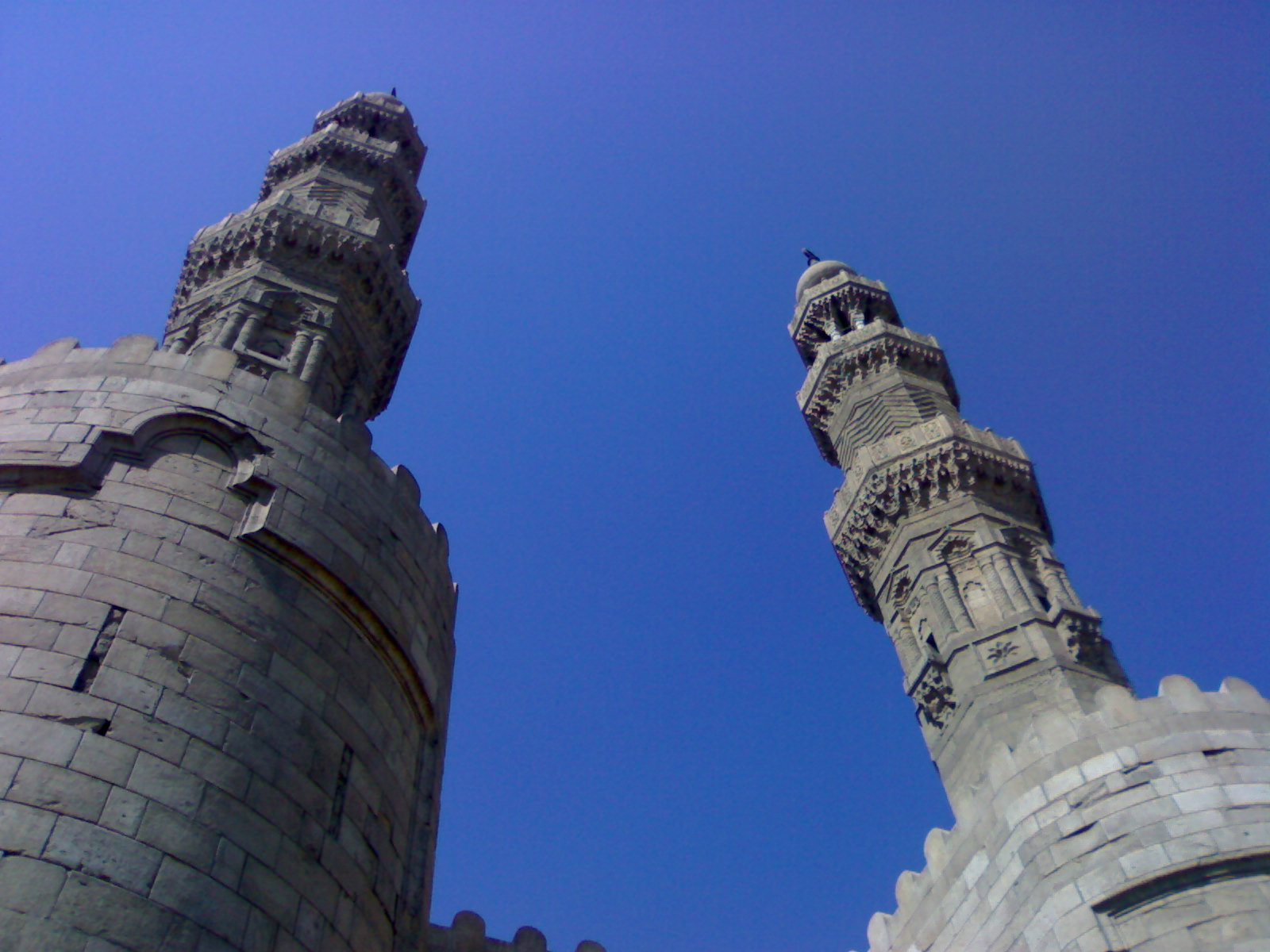
Bab Zuweila (tours)
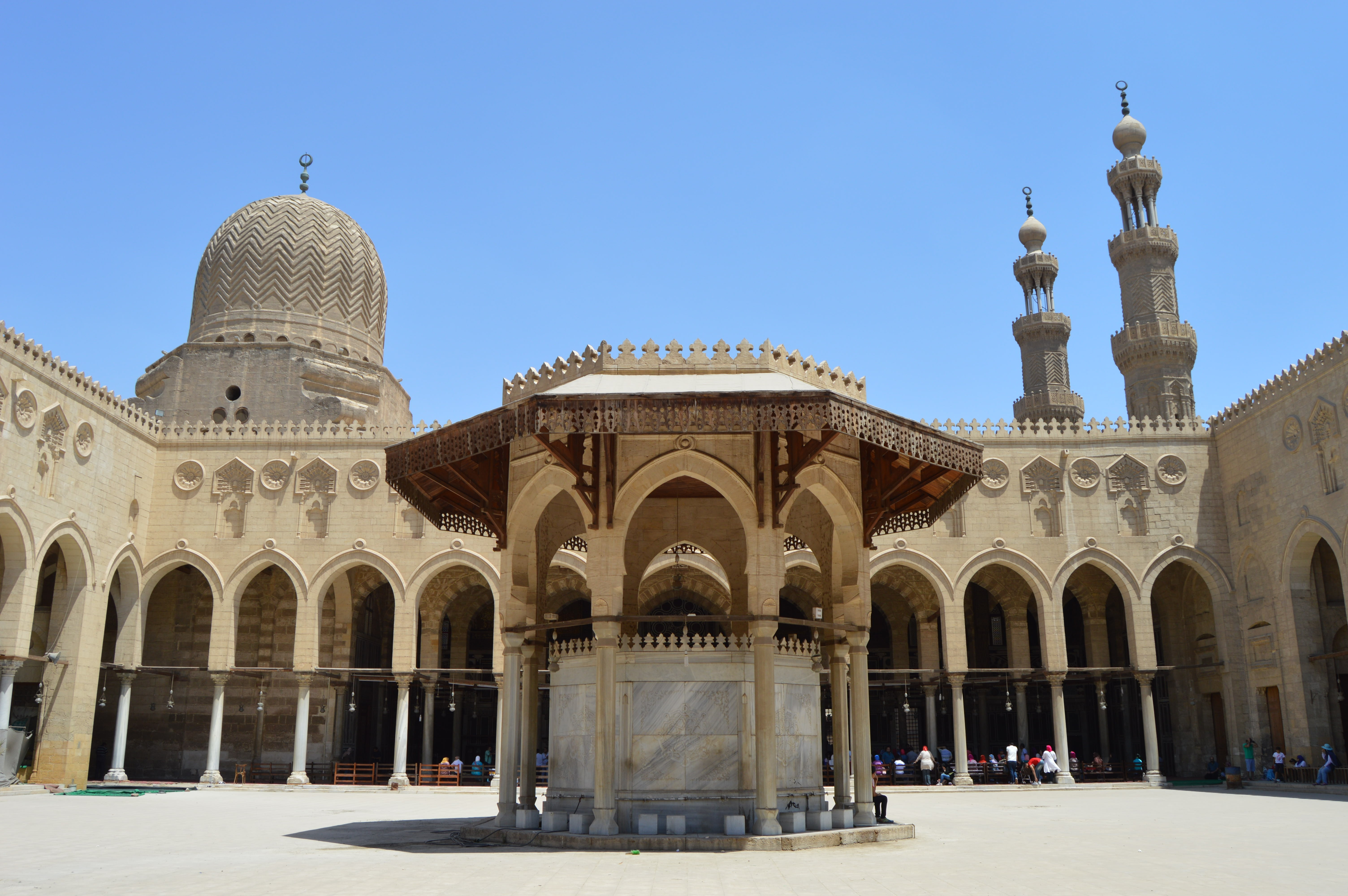
Mosquée du Sultan Al-Muayyad
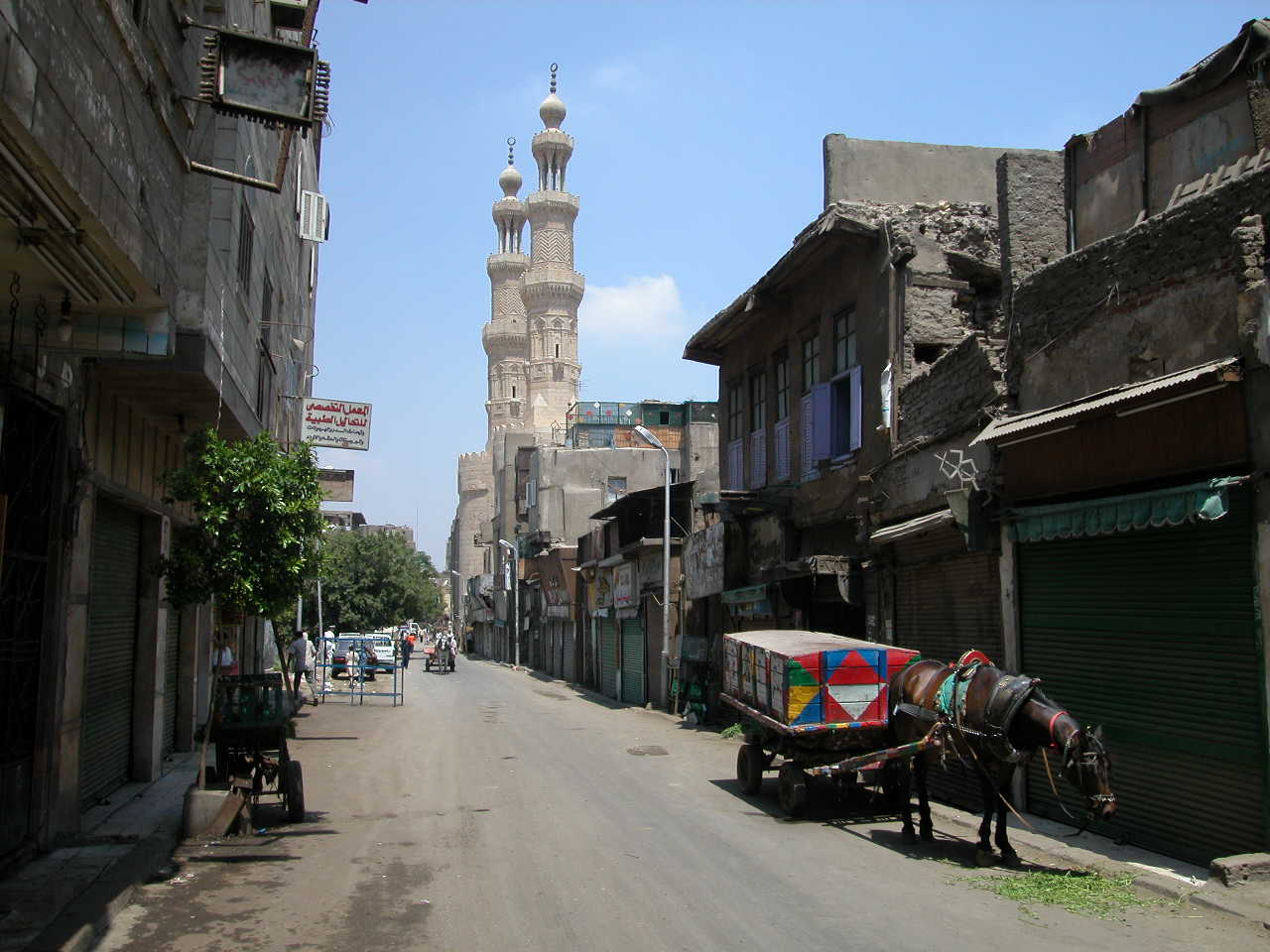
Bâtiments environnants
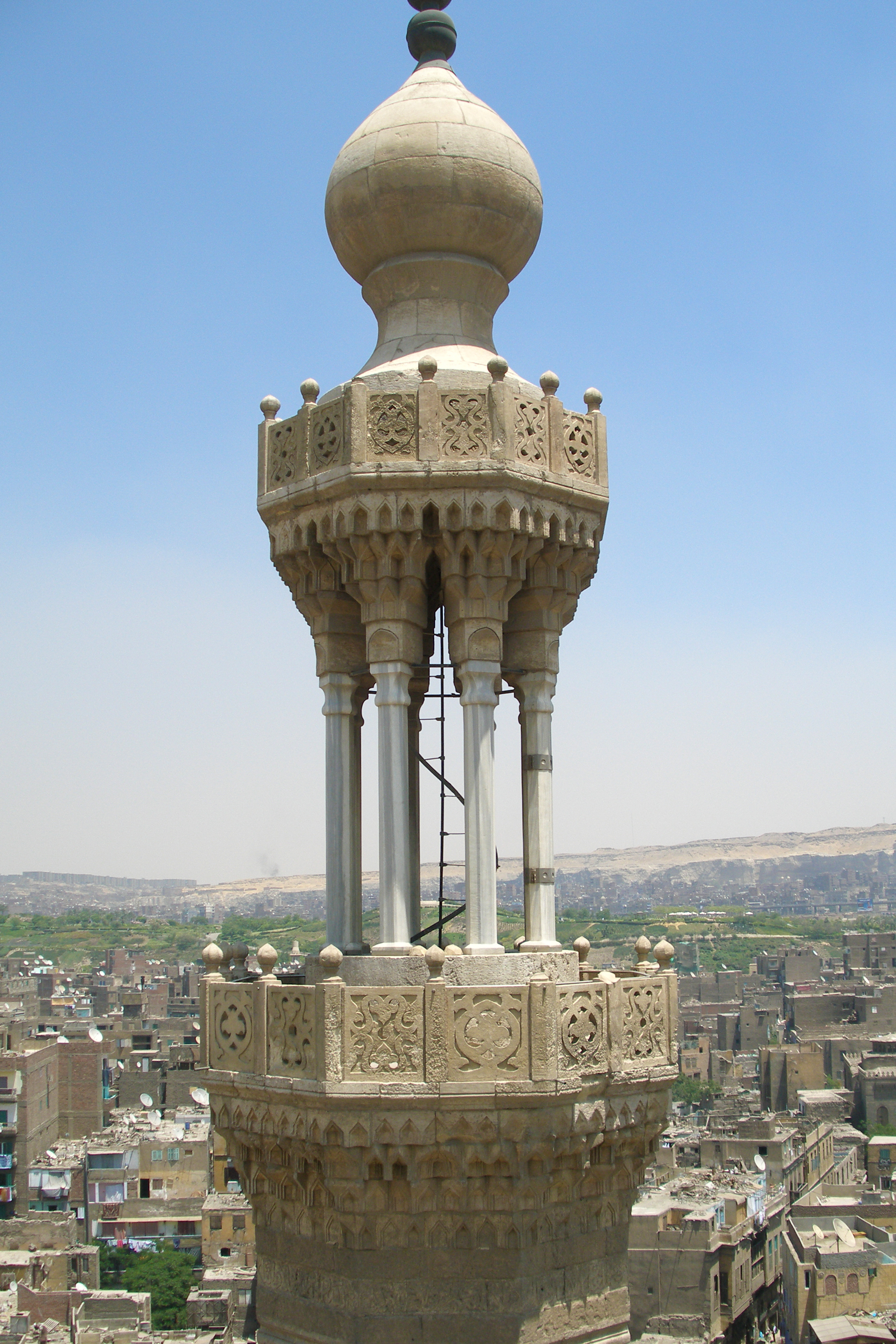
Minaret de Bab Zuweila
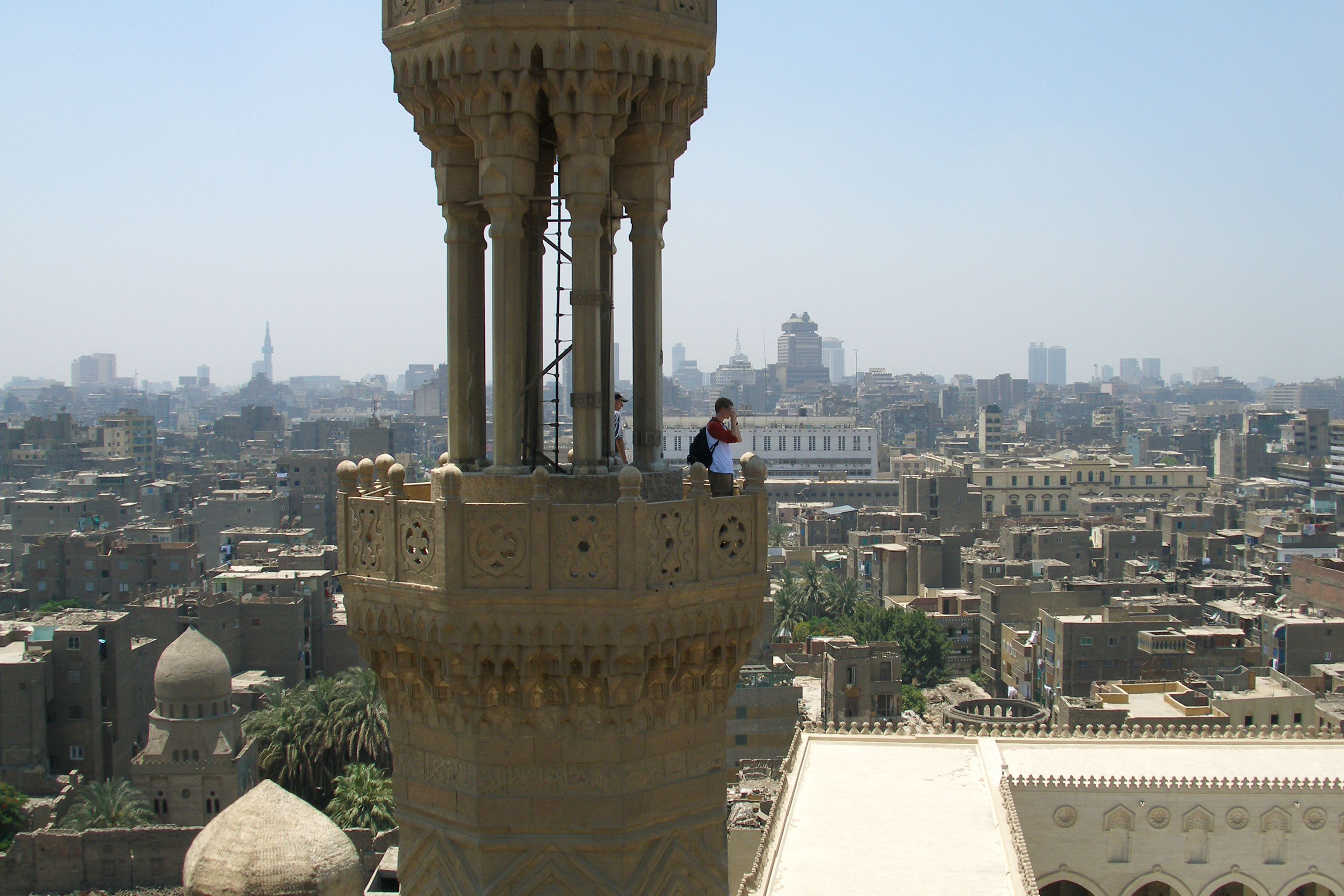
Minarets de Bab Zuweila